# Recitativo

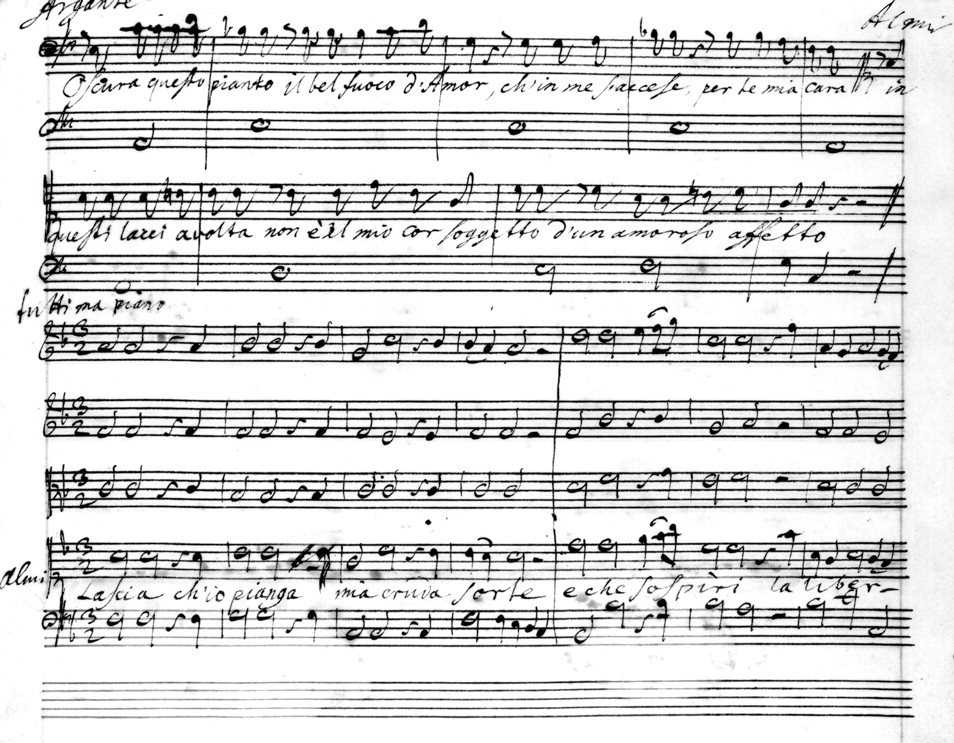
Ejemplo de recitativo

El recitativo es una forma musical concebida para la voz humana que se caracteriza por tener las inflexiones de esta voz cuando dialoga. El recitativo se usó en la ópera, el oratorio y la cantata durante los siglos XVII al XIX. Los artífices de este revolucionario invento fueron los italianos Giulio Caccini (1551-1618) y Jacopo Peri (1561-1633), ambos del círculo intelectual de la Camerata Florentina.

## Definición
En la ópera el recitativo sirve para separar las arias. Por otro lado hay un tipo de recitativo en canto llano, que ya existía desde hace siglos en la iglesia y en el drama litúrgico. Se diferencia del canto llano por su precisión rítmica, por su armonización y por el tratamiento afectivo de las palabras. 
Es una forma de canto, normalmente para una sola voz, que se asemeja a la palabra, donde el músico debe indicar las inflexiones de la voz. Se llama recitativo a este tipo de canto porque se aplica a la narración, al relato y se utiliza en el diálogo dramático. No se rige por un tempo ni una forma determinada. 
El recitativo depende mucho del carácter de la lengua: cuanto más acentuada y melodiosa sea, más perfecto será este, porque se asemejará más al lenguaje natural.
La poesía griega era prácticamente recitativa porque su lengua era melodiosa. No ocurre lo mismo con otras lenguas como el francés, en el cual la parte hablada se encuentra separada de la cantada por lo que si se canta no se habla y viceversa. 
El recitativo no se mide al cantar, tan solo el acento dirige la lentitud o rapidez de los sonidos, así como su elevación o descenso. El compositor se encarga de marcar el compás para que corresponda el bajo continuo y el canto. El recitativo suele usar un bajo continuo, su estructura armónica a principios del siglo XVII deriva del madrigal. Toma prestado del madrigal el uso del cromatismo.
Al ser un canto en el que se expresan sentimientos, predominan las modulaciones para expresar con mayor exactitud las sucesiones expresadas por el que recita. Durante principios del siglo XVII el recitativo en Italia estaba basado en el habla y el ritmo, no excluye la ornamentación, elemento que ha heredado del madrigal.
El recitativo se había convertido en una serie de fórmulas melódicas diseñadas para agilizar el drama, la ornamentación improvisada, aparte de las apoyaturas. Los compositores a veces escribían pasajes muy elaborados y complejos para dar un efecto dramático.
La velocidad a la que se canta el recitativo depende totalmente de la expresión. Hasta las dos últimas décadas del siglo XVII hubo pocos ejemplos de recitativo acompañado por otros instrumentos de continuo.

## Historia
Durante el siglo XVIII es un vehículo de diálogo y acción dramática y en muchos casos sirve como una unión entre arias. Al comienzo de las óperas la voz y el acompañamiento siempre terminaban juntos, como en el madrigal. 
En un periodo posterior se hizo costumbre retrasar los dos últimos acordes del acompañamiento hasta que el cantante haya terminado.
Una de las funciones del recitativo del siglo XVIII fue modular de una tonalidad a otra para preparar el aria siguiente. Mientras que la tendencia después de 1650 fue hacia una diferenciación más clara entre recitativo y aria, se buscaron nuevas formas para unir más estas dos formas.
En su naturaleza, el recitativo estaba diseñado solo para cantar. El recitativo a dos partes no es infrecuente en las óperas de finales del siglo XVII y principios del XVIII, pero se limitan a pasajes muy breves, en los que los dos personajes cantan las mismas palabras.
El término general para el recitativo orquestal fue recitativo acompañado. El recitativo de este tipo se convirtió en una parte indispensable para la ópera seria como el "aria da capo". No solo lo encontramos en las óperas, sino también en la cantata.
El acompañamiento con continuo era necesario para la representación de las óperas antiguas, esto fue interpretado a menudo por un violonchelo solo, o un violonchelo y un contrabajo, sin teclado.

## Recitativo secco o accompagnato
Se lo llama "secco" (seco) a un recitativo compuesto solamente para voz y bajo continuo, generalmente interpretado por un instrumento de tecla como el clavecín o pianoforte y un instrumento melódico grave como el violonchelo. El recitativo "accompagnato" (acompañado) cuenta con un acompañamiento musical más completo y variado, en donde puede llegar a participar toda la orquesta. El recitativo acompañado remplazó progresivamente al recitativo seco durante la segunda mitad del siglo XVIII y se hizo normativo en las denominadas "óperas reformadas" de Christoph Willibald Gluck, de Orfeo y Eurídice en adelante. En otros géneros, como la ópera seria o la ópera bufa de este mismo periodo, los recitativos acompañados se utilizaron únicamente en escenas especialmente dramáticas o como introducción a arias de especial relieve.